# R (James Bond)
R is de titel en code voor een assistent van Q, het hoofd van dienst en de baas van James Bond. In The World Is Not Enough (1999) speelt John Cleese een assistent van Q die door James Bond voor de grap R wordt genoemd. In verband met het overlijden van de acteur Desmond Llewelyn ging Llewelyns personage met pensioen en werd Cleese' personage het nieuwe hoofd van Q Branch. Hij heeft deze functie enkel in de film Die Another Day gehad en is daarna niet meer in de filmserie teruggekomen.
Cleese' Q heeft het nog veel minder op Bond dan zijn voorganger. Hij maakt nooit grappen over zijn werk en hij moppert meer op Bond. Wel is hij er beter toe in staat ad rem te reageren wanneer Bond hem ironisch bespot. (Bond: "You're cleverer than you look!" Q: "Still, better than looking cleverer than you are!").